# Nordvattnet, Värmland
Nordvattnet är en sjö i Årjängs kommun i Värmland och ingår i Göta älvs huvudavrinningsområde. Sjön är 8,5 meter djup, har en yta på 0,208 kvadratkilometer och befinner sig 190,3 meter över havet. Sjön avvattnas av vattendraget Åsebyälven.

## Delavrinningsområde
Nordvattnet ingår i det delavrinningsområde (659770-129604) som SMHI kallar för Inloppet i Furuvattnet. Medelhöjden är 230 meter över havet och ytan är 8,04 kvadratkilometer. Räknas de 2 avrinningsområdena uppströms in blir den ackumulerade arean 27,47 kvadratkilometer. Åsebyälven som avvattnar avrinningsområdet har biflödesordning 4, vilket innebär att vattnet flödar genom totalt 4 vattendrag innan det når havet efter 267 kilometer. Avrinningsområdet består mestadels av skog (94 procent). Avrinningsområdet har 0,22 kvadratkilometer vattenytor vilket ger det en sjöprocent på 2,7 procent.